# سیارک ۴۸۵۷
سیارک ۴۸۵۷ (به انگلیسی: 4857 Altgamia، نامگذاری:1984FM) چهار هزار و هشتصد و پنجاه و هفتمین سیارک کشف شده‌است که در ۲۹ مارس ۱۹۸۴ کشف شد.
قدر مطلق سیارک برابر ۱۳٫۲۰ است.